# Prvenstvo Hrvatske u ragbiju 2002./03.
Prvenstvo Hrvatske u ragbiju za sezonu 2002./03. je osvojila Nada iz Splita.

## Sustav natjecanja
Sudjelovalo je ukupno pet klubova koji su prvo igrali dvokružnu ligu, a potom su četiri najbolja prošla u poluzavršnicu koja se odvijala dvostrukim kup-sustavom.

## Sudionici
- Makarska Rivijera
- Sisak
- Nada, Split
- Mladost, Zagreb
- Zagreb

## Ljestvice i rezultati

### Ligaški dio
| mj | klub              | ut | pob | ner | por | pogodci | bod |               |
| -- | ----------------- | -- | --- | --- | --- | ------- | --- | ------------- |
| 1. | Nada Split        | 8  | 6   | 0   | 2   | 369:96  | 20  | poluzavršnica |
| 2. | Zagreb            | 8  | 6   | 0   | 2   | 218:101 | 20  | poluzavršnica |
| 3. | Makarska Rivijera | 8  | 5   | 0   | 3   | 107:182 | 14  | poluzavršnica |
| 4. | Mladost Zagreb    | 8  | 3   | 0   | 5   | 127:147 | 14  | poluzavršnica |
| 5. | Sisak             | 8  | 2   | 0   | 8   | 83:378  | 8   |               |

### Doigravanje
|                                                | 1.klub | 2.klub            | rezultati  |
| ---------------------------------------------- | ------ | ----------------- | ---------- |
| poluzavršnica                                  | Nada   | Mladost           | 43:5, 33:7 |
| poluzavršnica                                  | Zagreb | Makarska Rivijera | 34:5, 20:0 |
|                                                |        |                   |            |
| završnica                                      | Nada   | Zagreb            | 31:7, 46:9 |
|                                                |        |                   |            |
| rezultat podebljan - domaća utakmica za 1.klub |        |                   |            |